# Tagikistan ai Giochi olimpici
Il Tagikistan ha partecipato per la prima volta ai Giochi olimpici nel 1996; i primi Giochi invernali a cui ha preso parte sono stati quelli del 2002.
I suoi atleti hanno vinto tre medaglie, tutte nelle Olimpiadi estive. La prima medaglia d'oro è quella vinta da Dilšod Nazarov a Rio de Janeiro 2016 nel lancio del martello.
Il Comitato Olimpico Nazionale della Repubblica del Tagikistan, fondato nel 1992, è stato riconosciuto dal CIO nel 1993.

## Medaglieri

### Medaglie ai Giochi estivi
| Giochi              | Oro | Argento | Bronzo | Totale |
| ------------------- | --- | ------- | ------ | ------ |
| Atlanta 1996        | 0   | 0       | 0      | 0      |
| Sydney 2000         | 0   | 0       | 0      | 0      |
| Atene 2004          | 0   | 0       | 0      | 0      |
| Pechino 2008        | 0   | 1       | 1      | 2      |
| Londra 2012         | 0   | 0       | 1      | 1      |
| Rio de Janeiro 2016 | 1   | 0       | 0      | 1      |
| Tokyo 2020          | 0   | 0       | 0      | 0      |
| Parigi 2024         | 0   | 0       | 3      | 3      |
| Totale              | 1   | 1       | 5      | 7      |

### Medaglie ai Giochi invernali
| Giochi              | Oro              | Argento          | Bronzo           | Totale           |
| ------------------- | ---------------- | ---------------- | ---------------- | ---------------- |
| Salt Lake City 2002 | 0                | 0                | 0                | 0                |
| Torino 2006         | 0                | 0                | 0                | 0                |
| Vancouver 2010      | 0                | 0                | 0                | 0                |
| Soči 2014           | 0                | 0                | 0                | 0                |
| Pyeongchang 2018    | non partecipante | non partecipante | non partecipante | non partecipante |
| Pechino 2022        | non partecipante | non partecipante | non partecipante | non partecipante |
| Totale              | 0                | 0                | 0                | 0                |

## Medagliere per sport
| Sport            | Oro | Argento | Bronzo | Totale |
| ---------------- | --- | ------- | ------ | ------ |
| Atletica leggera | 1   | 0       | 0      | 1      |
| Lotta            | 0   | 1       | 0      | 1      |
| Judo             | 0   | 0       | 3      | 3      |
| Pugilato         | 0   | 0       | 2      | 2      |

## Medagliati
| Medaglia | Atleta             | Edizione            | Sport    | Evento                       |
| -------- | ------------------ | ------------------- | -------- | ---------------------------- |
| Oro      | Dilšod Nazarov     | Rio de Janeiro 2016 | Atletica | Lancio del martello maschile |
| Argento  | Yusup Abdusalomov  | Pechino 2008        | Lotta    | Categoria 84 kg maschile     |
| Bronzo   | Rasul Boqiev       | Pechino 2008        | Judo     | Categoria 73 kg maschile     |
| Bronzo   | Mavzuna Čorieva    | Londra 2012         | Pugilato | Pesi leggeri femminile       |
| Bronzo   | Somon Makhmadbekov | Parigi 2024         | Judo     | 81 kg maschile               |
| Bronzo   | Temur Rakhimov     | Parigi 2024         | Judo     | +100 kg maschile             |
| Bronzo   | Davlat Boltaev     | Parigi 2024         | Pugilato | Pesi massimi                 |